# جوني هيلجيسين
جوني هيلجيسين (بالنرويجية البوكمول: Johnny Helgesen)‏ هو لاعب كرة قدم نرويجي، ولد في 1897 في هالدن في النرويج، وتوفي بنفس المكان في 6 ديسمبر 1964. شارك مع منتخب النرويج لكرة القدم. أما مع النوادي، فقد لعب مع Kvik Halden FK ‏.

## وصلات خارجية
- جوني هيلجيسين على موقع اتحاد النرويج (النرويجية)
- جوني هيلجيسين على موقع قاعدة بيانات كرة القدم.إي يو (الإنجليزية)
- جوني هيلجيسين على موقع ناشيونال فوتبول تيمز (الإنجليزية)
- جوني هيلجيسين على موقع عالم كرة القدم.نت (الإنجليزية)
- جوني هيلجيسين على موقع أوليمبيديا (الإنجليزية)